# Ungefährwerk
Als Ungefährwerk (mhd. âne gevær(e), „ohne Hinterlist“, „ohne böse Absicht“) wurde im germanischen Strafrecht ein vom Täter nicht gewollter Erfolg bezeichnet (ungewollter Unrechtserfolg), z. B. wenn beim Baumfällen ein Mensch erschlagen wurde. Damit zählte auch die fahrlässige Tötung zum Ungefährwerk und die Körperverletzung mit Todesfolge, während versuchte Tötung mit Verletzungserfolg als Körperverletzung angesehen wurde.
Das Ungefährwerk war das Gegenstück des „Willenswerkes“ (vare) als eines von einem absolut bestimmten Vorsatz (dolus malus) getragenen Erfolgs. Aus dem Ungefährwerk entwickelte sich rechtshistorisch der moderne Fahrlässigkeitsbegriff.
Um sich vor Gericht auf Ungefährwerk zu berufen, war es in zweifelhaften Fällen erforderlich, dies durch den sogenannten Gefährdeeid zu beschwören. Nach einem Schuldspruch auf einer solchen Grundlage war ein Wergeld zu leisten und dem Angeklagten konnte das Erbrecht abgesprochen werden.
Die Haftung für Ungefährwerk spielte auch eine Rolle bei der Regulierung von Unfallschäden.